# 비아르모수쿠스아목
비아르모수쿠스아목(Biarmosuchia)은 페름기에 살았던 비포유류 단궁류의 멸종한 분류군이다. 비아르모수쿠스아목은 수궁류의 극초기 분류군이다. 이들은 크기가 중간 정도이며 작은 체격의 육식동물이었고, 초기 스페나코돈류인 '반룡'과 좀 더 진일보한 수궁류 사이에 있는 중간 형태였다. 비아르모수쿠스류는 페름기 생태계의 드물은 구성 요소였으며, 대부분의 종들이 정교한 두개골 장식이 특징인 부르네티아형류 계통에 속한다.

## 특징

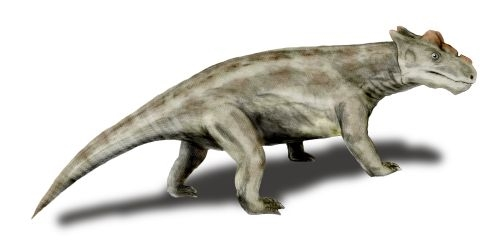
두개골에 이상한 혹과 돌기가 달린 프로부르네티아 (러시아의 페름기 후기 지층에서 발견)

이 두개골은 스페나코돈류의 두개골과 매우 흡사하며, 더 큰 측두공 (그러나 후대 수궁류에 비해 여전히 작다), 약간 뒤로 기울어진 후두 (반룡의 반대 상태), 감소한 이빨 갯수, 그리고 윗턱과 아래턱에 전부 있는 한 쌍의 큰 송곳니 등 다양한 특징이 있다.(Carroll 1988 pp. 370, Benton 2000 p. 114). 이후 특화한 비아르모수쿠스류에서는 고르고놉스류의 확장된 송곳니와 비슷한 이빨을 가지고 있다. 더 큰 턱을 닫는 근육(즉 더 강하게 물 수 있는 근육)의 존재는 이 근육이 부착된 두개골 뒤쪽의 깔때기 부분에서 나타난다. 비아르모수쿠스류에서 대부분의 다양성을 차지하는 부르네티아형류는 혹과 돌기로 구성된 정교한 두개골 장식이 특징이다. 일부 부르네티아류는 공두류와 후두류 공룡을 연상시키는 두꺼운 돔 형태의 두개골이 있다.
미추도 스페나코돈류의 것과 유사하지만(하지만 디메트로돈 및 근연종들과 구별할 수 있는 길다란 신경돌기가 없다.), 팔이음뼈와 다리이음뼈, 사지는 좀 더 진일보한 자세를 구축할 수 있다. 발은 좀 더 대칭형이며 앞을 향한 것이 드러나 있고, 발가락뼈는 길이가 줄어들어 후기 단궁류 (수궁류 및 포유류)의 발가락뼈 길이와 더 비슷하다(Carroll 1988 pp. 370–1).
비아르모수쿠스류는 두개골 길이가 10~15cm인 비교적 작은 종부터 두개골 길이가 60cm인 비아르모수쿠스와 같은 대형종까지 다양했다.

## 분포
현재 비아르모수쿠스아목의 가장 대표적인 무리는 부르네티아형류이며 10가지 속으로 이루어져 있다. 불라케팔루스, 부르네티아, 레무로사우루스, 로발로펙스, 로포리누스, 파라부르네티아, 및 파키덱테스는 남아프리카에서, 니욱세니티아와 프로부르넨티아는 러시아에서, 렌데 (MAL 290)의 경우 말라위에서 발견되었다. 덧붙여서, Sidor et al. (2010)에서는 탄자니아의 페름기 후기 지층에서 발견된 미명명된 부르네티아류의 안와와 정수리 천공의 윗쪽 테두리를 포함한 부분적인 두개골 지붕을 기술했으며, Sidor et al. (2014)에서는 잠비아의 페름기 중기 지층에 부르네티아류가 존재한다고 언급했다. 잠비아의 페름기 중기 지층에 부르네티아류가 존재한다고 언급했다. 다른 비아르모수쿠스류로는 러시아의 비아르모수쿠스, 히포사우루스, 헤르페토스킬락스, 남아프리카의 익티도리누스 및 리카이노돈이 있으며 잠비아의 완툴리그나투스가 있다.

## 계통분류
비아르모수쿠스아목은 대개 수궁류의 극초기 주요 계통으로 간주된다. 비아르모수쿠스아목은 비교적 보통의 초기 수궁류가 속한 기저 비아르모수쿠스류와 뿔과 돌기로 장식된 두개골이 특징인 파생 계통의 부르네티아형류의 측계통군으로 구성되어 있다.

## 생태
비아르모수쿠스류는 생태계의 희귀한 구성 요소였으며, 대부분의 종에 대해 단 하나의 표본만이 발견되었다. 그러나, 종류가 꽤 다양했으며 일부 생태계에는 여러 동 시기 종들이 있었다. 모든 비아르모수쿠스류는 고르고놉스류 및 수두류와 흡사한 육식동물이었지만, 그렇다고 해서 모두가 최상위 포식자는 아니었다.

## 더 읽어보기
- Benton, M. J. (2000), Vertebrate Paleontology, 2nd Ed. Blackwell Science Ltd. (2004) 3rd edition
- Carroll, R. L. (1988), Vertebrate Paleontology and Evolution, WH Freeman & Co.
- Hopson, J.A. & Barghusen, H.R. (1986), An analysis of therapsid relationships in N Hotton, III, PD MacLean, JJ Roth and EC Roth, The Ecology and Biology of Mammal-like Reptiles, Smithsonian Institution Press, pp. 83–106
- vakhnenko, M.F. (1999). “Biarmosuches from the Ocher Faunal Assemblage of Eastern Europe (abstract)”. 《Paleontological Journal》 33 (3): 289–296. 2001년 7월 14일에 원본 문서에서 보존된 문서.
- Sigogneau-Russell, D., 1989, "Theriodontia I - Phthinosuchia, Biarmosuchia, Eotitanosuchia, Gorgonopsia" Part 17 B I, Encyclopedia of Paleoherpetology, Gutsav Fischer Verlag, Stuttgart and New York